# القوات المسلحة الغابونية
القوات المسلحة الغابونية (بالفرنسية: Forces armées gabonaises)‏ أو قوات الدفاع والأمن الغابونية (بالفرنسية: forces de défense et de sécurité gabonaises)‏ هو الجيش الوطني لجمهورية الغابون، وينقسم إلى الجيش والقوات الجوية والبحرية وقوات الدرك الوطنية، ويتكون من حوالي 5000 فرد. وتضم القوات المسلحة 1800 حارس مدربين تدريباً جيداً ومجهزين تجهيزاً جيداً، لتوفير الأمن لرئيس الغابون.

## الهيكل التنظيمي

### جيش

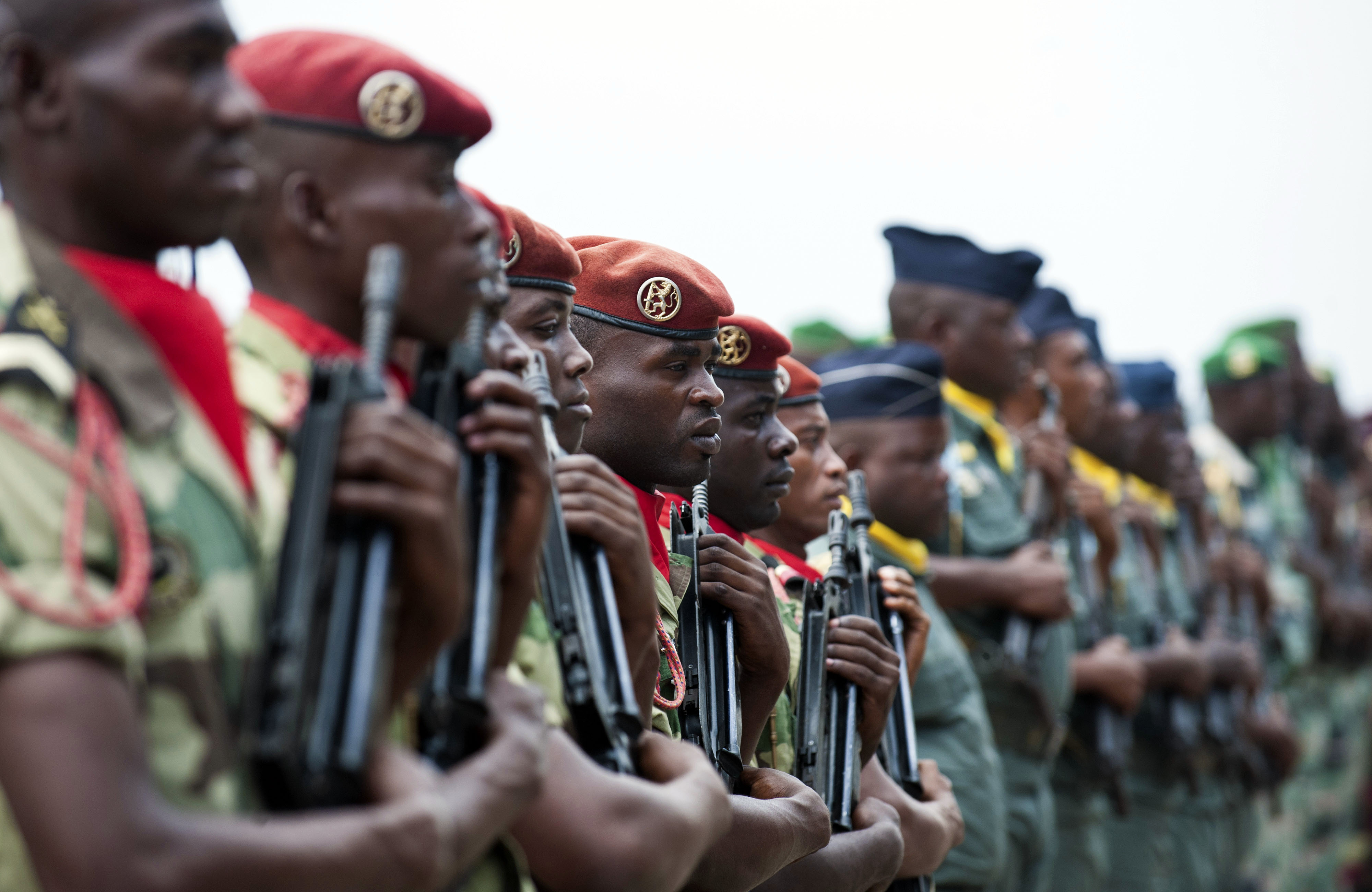
أفراد من القوات المسلحة يقفون في تشكيل خلال حفل افتتاح تمرين الاتفاق المركزي في ليبرفيل.

الجيش الغابوني (بالفرنسية: Armée de terre gabonaise)‏ هو العنصر البري من القوات المسلحة، ويتخصص في المشاة والاستطلاع الآلي. تأسس في 6 ديسمبر 1960 بمرسوم من الرئيس ليون إمبا من ضباط الصف الذين خدموا في الجيش الاستعماري الفرنسي، وبعد الاستقلال، وقعت الغابون اتفاقيات دفاعية مع فرنسا، تتعلق بشكل أساسي بالمساعدة الفنية والتدريب. حتى يونيو 1964، كان منصب رئيس أركان القوات المسلحة الغابونية يشغله ضابط كبير في الجيش الفرنسي. وفي عام 1962، أسست مفرزة من النساء المساعدات للقوات المسلحة الغابونية (AFFAG)، بقيادة الملازم با عمر في معسكر أويندو العسكري، وقد روج الرئيس إمبا لهذه المبادرة بعد زيارة قام بها إلى تل أبيب، حيث التقى بموظفات في قوات الجيش الإسرائيلي.

### القوات البحرية

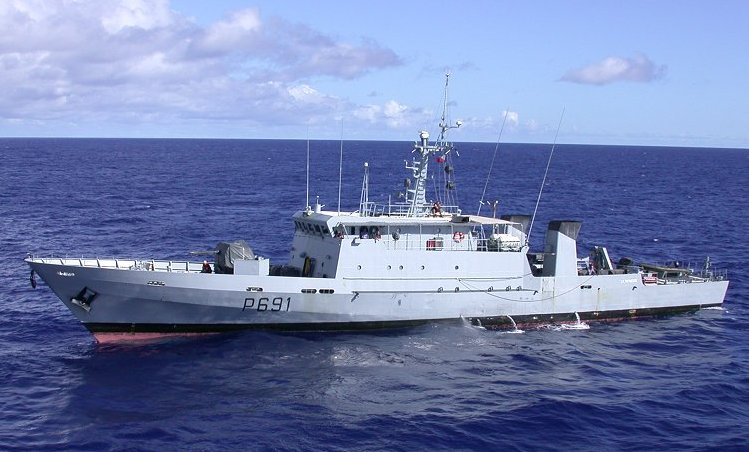
تستخدم البحرية الغابونية سفينة دورية من طراز P400 مشابهة لهذه السفينة

البحرية الغابونية (بالفرنسية: Marine Nationale du Gabon)‏ هو الفرع البحري الرسمي للقوات المسلحة. أسست في ديسمبر 1960 كجزء من الجيش، ولم يصبح كيانًا مستقلاً إلا في عام 1983، وان الهدف الأساسي للبحرية هو مراقبة المياه الساحلية للبلاد، بما في ذلك 800 كم من الساحل.
- طاقم المقر ( ليبرفيل )
- قاعدة بورت جنتيل البحرية
- قاعدة مايومبا البحرية
- قاعدة بورت جينتيل للطيران[بحاجة لمصدر]
- ك[ بحاجة لمصدر ]تيبة البنادق البحرية (منذ 1984)

## قوات أمنية أخرى

### الدرك الوطني
قوات الدرك الوطنية في الغابون ( Gendarmerie nationale gabonaise ) هي قوة الشرطة الوطنية في الغابون المسؤولة عن فرض القانون في البلاد . أسس هذا التشكيل في 10 مارس 1960 عندما حصلت الغابون، أفريقيا الاستوائية الفرنسية سابقًا، على استقلالها عن فرنسا. نشأت من مفرزة درك ليبرفيل عام 1929، والتي كان يقودها الحاكم العام لأفريقيا الاستوائية الفرنسية، فيليكس إيبوي، وتتمثل المهام الرئيسية لقوات الدرك في الدفاع عن حدود البلاد، وضمان السلامة العامة، وتنفيذ الإجراءات التي تتخذها السلطات القضائية والحكومية، وتخضع قوات الدرك الوطني للقيادة المباشرة لرئيس الغابون.

### الحرس الجمهوري
الدرك مسؤول أيضًا عن الحرس الجمهوري (بالفرنسية: Garde républicaine, GR)‏. ويُنظر إليه على أنه الأقوى والأكثر تطوراً بين قوات الأمن، وهو مكلف في المقام الأول بحماية الرئيس وضمان استقرار النظام.